# Dingyan (köpinghuvudort i Kina, Jiangsu Sheng, lat 32,36, long 120,71)
Dingyan är en köpinghuvudort i Kina. Den ligger i provinsen Jiangsu, i den östra delen av landet, omkring 180 kilometer öster om provinshuvudstaden Nanjing. Antalet invånare är 47 055. Befolkningen består av 25 414 kvinnor och 21 641 män. Barn under 15 år utgör 10,0 %, vuxna 15-64 år 70 %, och äldre över 65 år 19,0 %.
Runt Dingyan är det tätbefolkat, med 819 invånare per kvadratkilometer. Närmaste större samhälle är Baipu, 14,0 km söder om Dingyan. Trakten runt Dingyan består till största delen av jordbruksmark.
Genomsnittlig årsnederbörd är 1 284 millimeter. Den regnigaste månaden är juli, med i genomsnitt 239 mm nederbörd, och den torraste är januari, med 34 mm nederbörd.